# Route départementale 6 (Hautes-Pyrénées)
Pour les articles homonymes, voir Route départementale 6.
La route départementale 6, ou RD 6, est une route départementale des Hautes-Pyrénées reliant Vic-en-Bigorre à Trie-sur-Baïse.

## Descriptif

### Longueur
L'itinéraire présente une longueur de 38,1 km.

### Nombre de voies
La RD 6 est sur la totalité de son tracé bidirectionnelle à deux voies.

### Tracé
La RD 6 traverse le département d'ouest en est à partir de Vic-en-Bigorre depuis la limite des Pyrénées-Atlantiques et rejoint le centre de Trie-sur-Baïse à l'intersection de la route départementale D 632.
Elle coupe la N 21 au niveau de Rabastens-de-Bigorre.
Elle raccorde le Pays du Val d’Adour au Pays des Coteaux.

## Communes traversées
- Vic-en-Bigorre
- Artagnan
- Liac
- Ségalas
- Rabastens-de-Bigorre
- Mingot
- Sénac
- Saint-Sever-de-Rustan
- Bouilh-Devant
- Antin
- Lapeyre
- Trie-sur-Baïse

## Gestion, entretien et exploitation

### Organisation territoriale
En 2021, les services routiers départementaux sont organisés en cinq agences techniques départementales et 25 centres d'exploitation qui ont pour responsabilité l’entretien et l’exploitation des routes départementales de leur territoire. 
La RD 6 dépend des agences du Pays du Val d’Adour et du Pays des Coteaux et des centres d'exploitation de Vic-en-Bigorre et de Trie-sur-Baïse.

### Exploitation
En saison hivernale, le département publie une carte des conditions de circulation (C1 circulation normale, C2 délicate, C3 difficile, C4 impossible).

## Galerie

Sélection de vues diverses
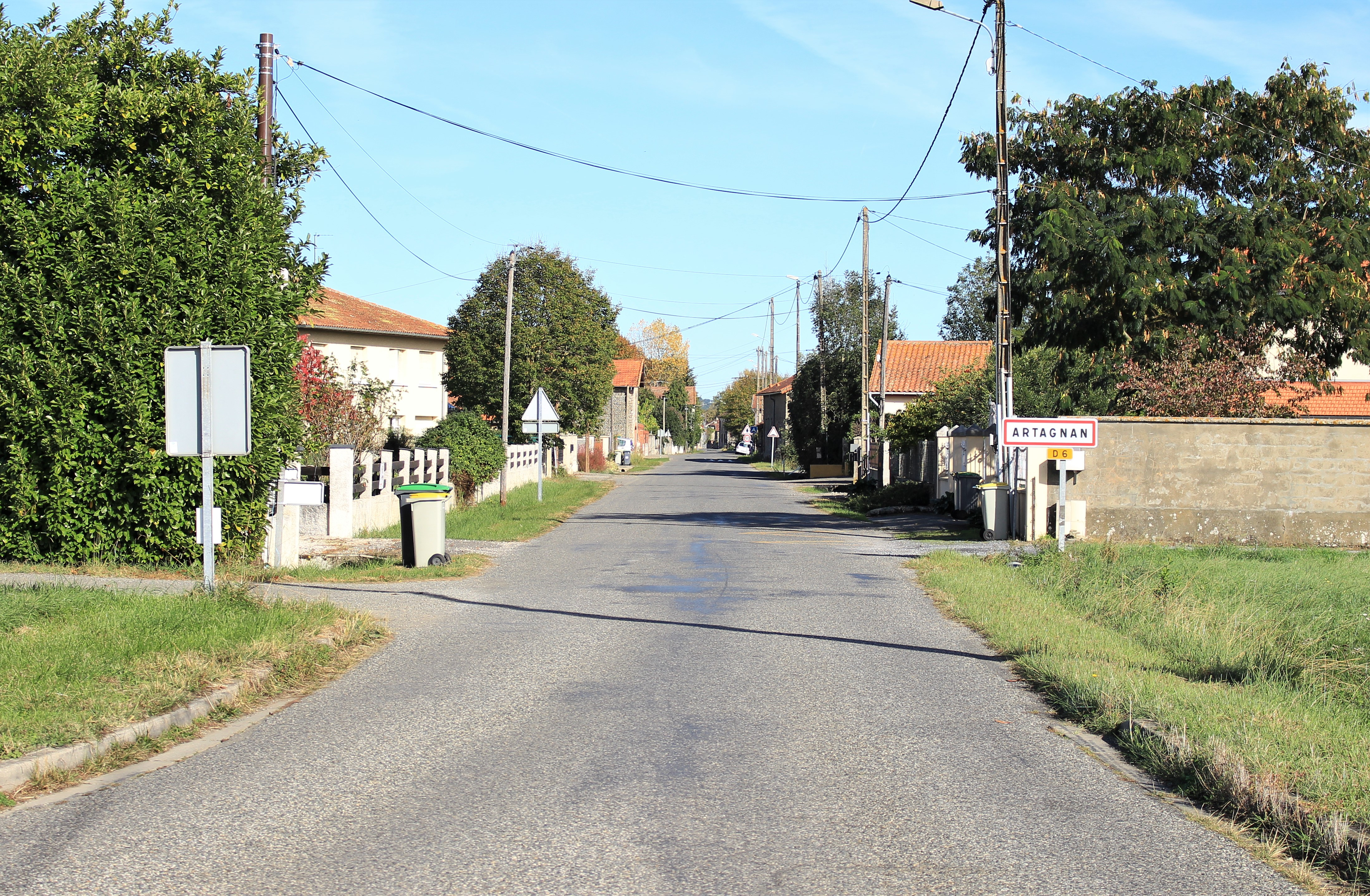
Entrée Sud-Ouest d'Artagnan.
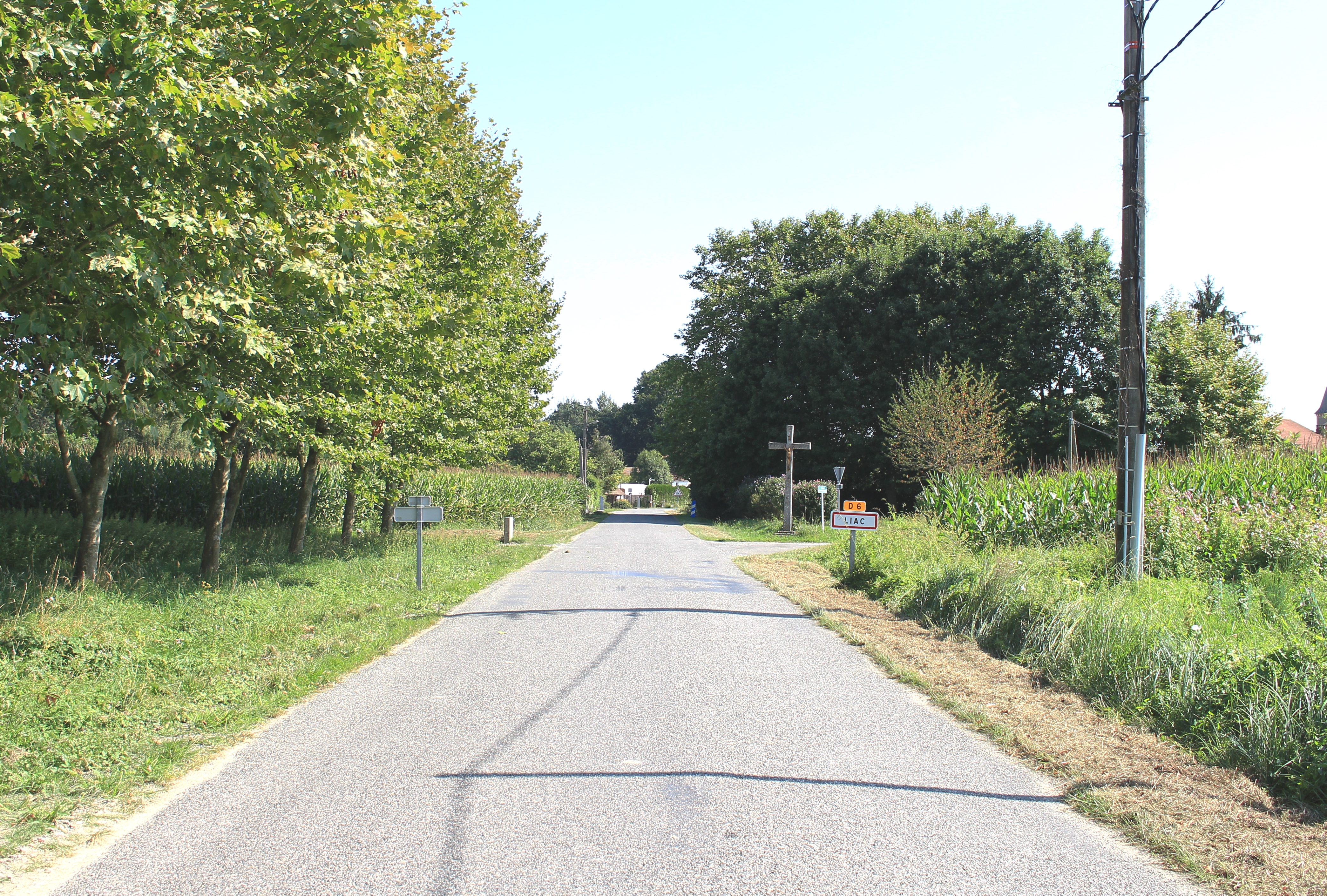
Entrée Sud-Ouest de Liac.
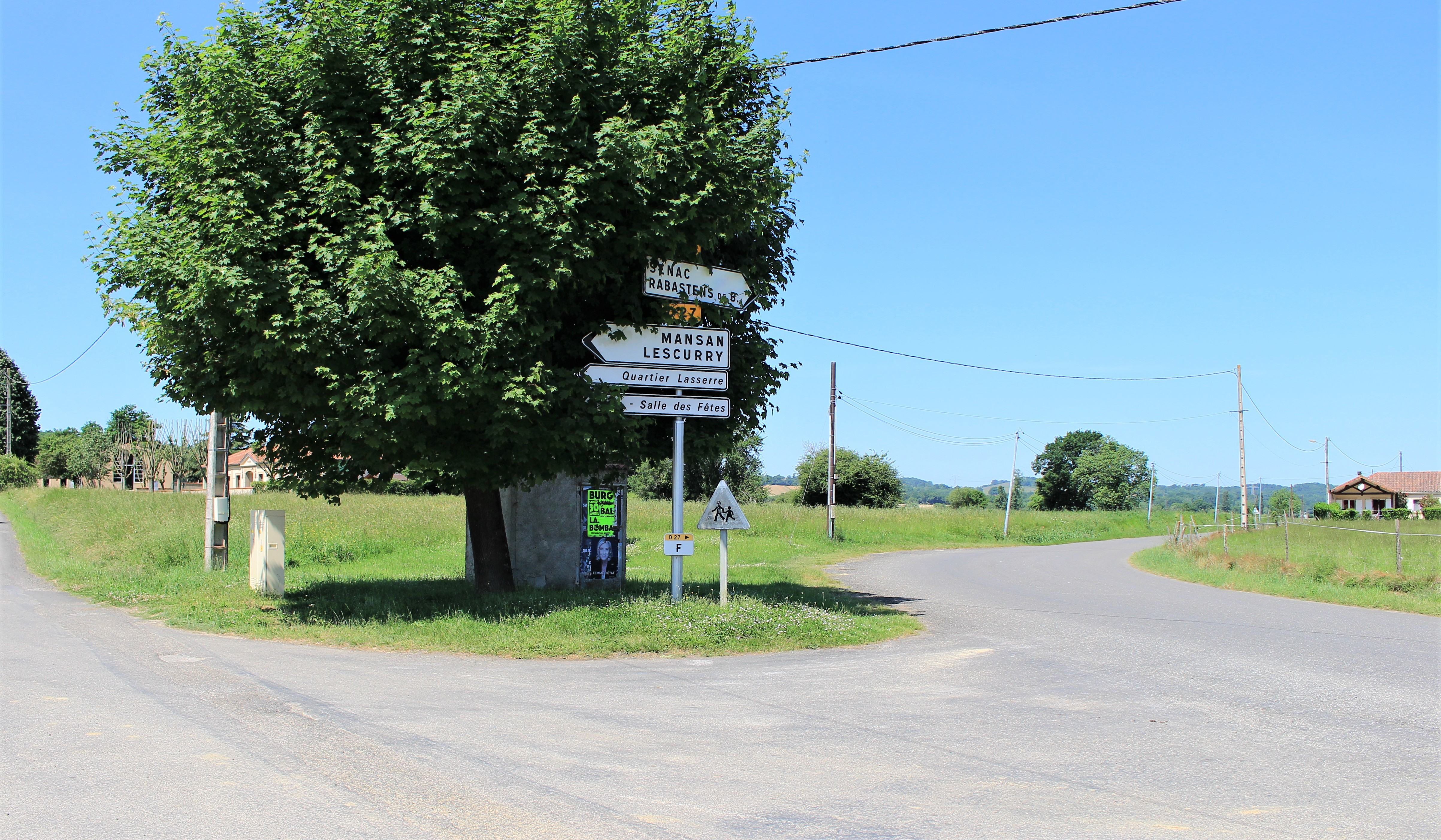
Carrefour RD 27.
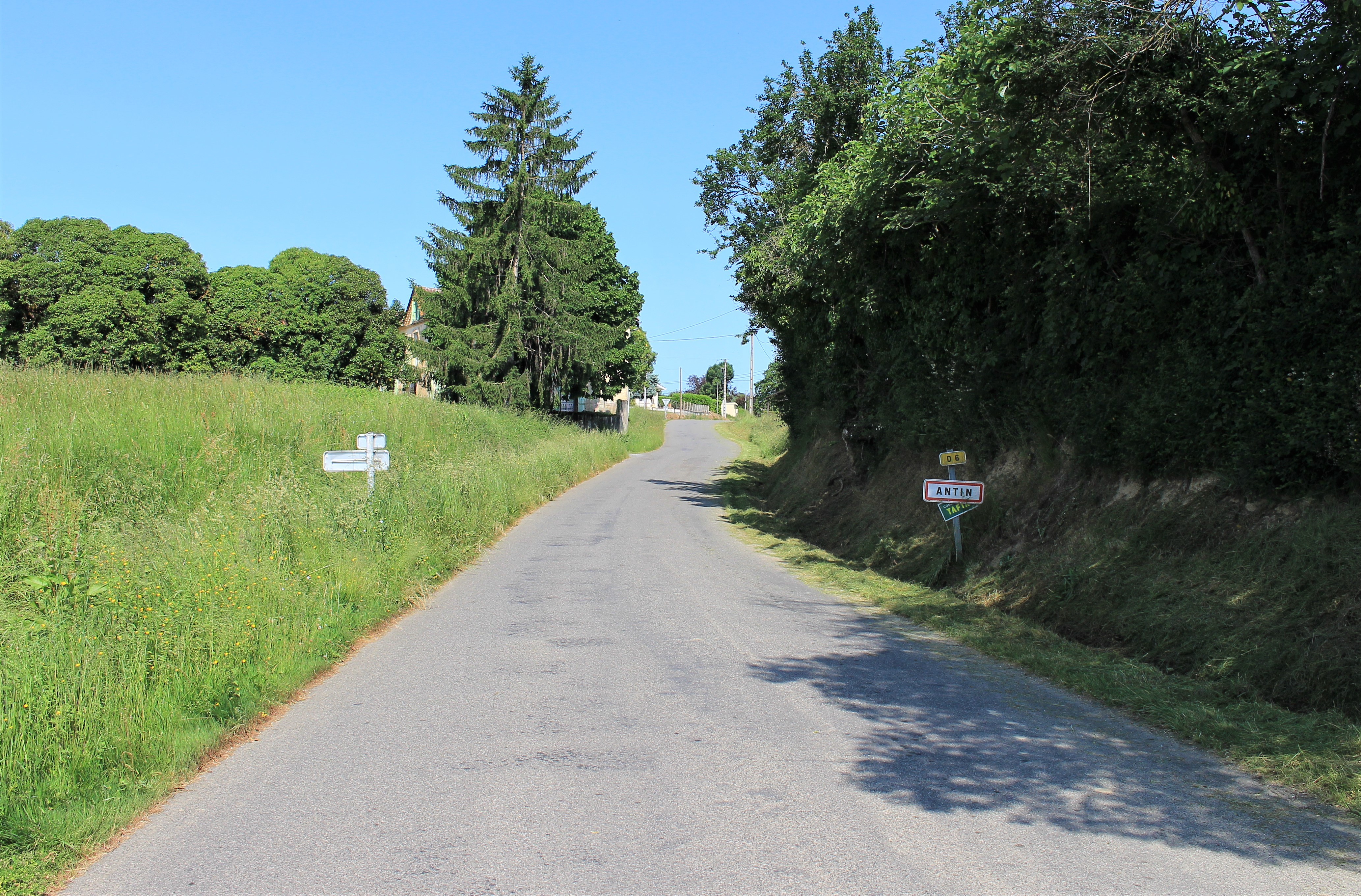
Entrée Est d'Antin.
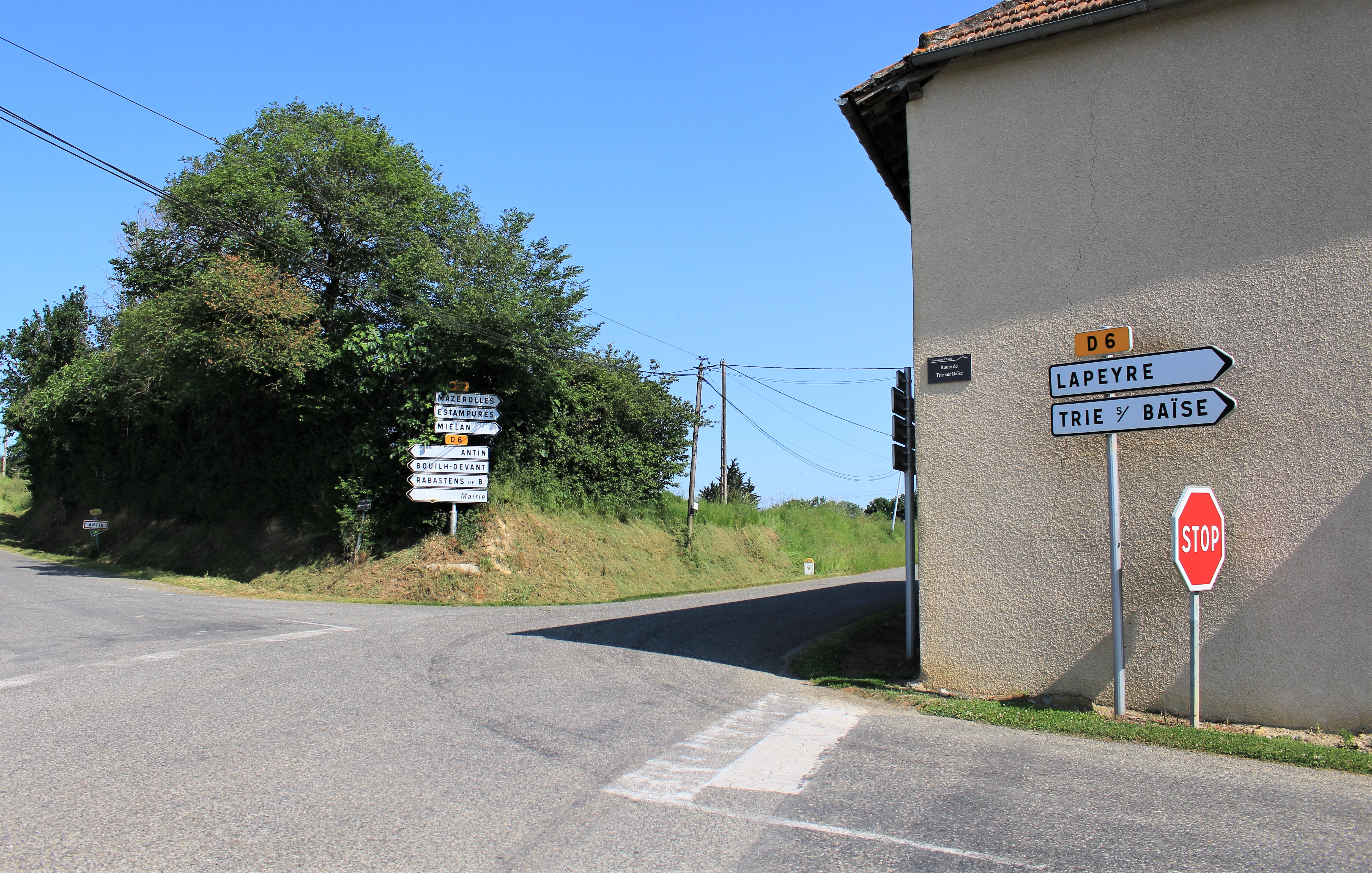
Carrefour RD 11.
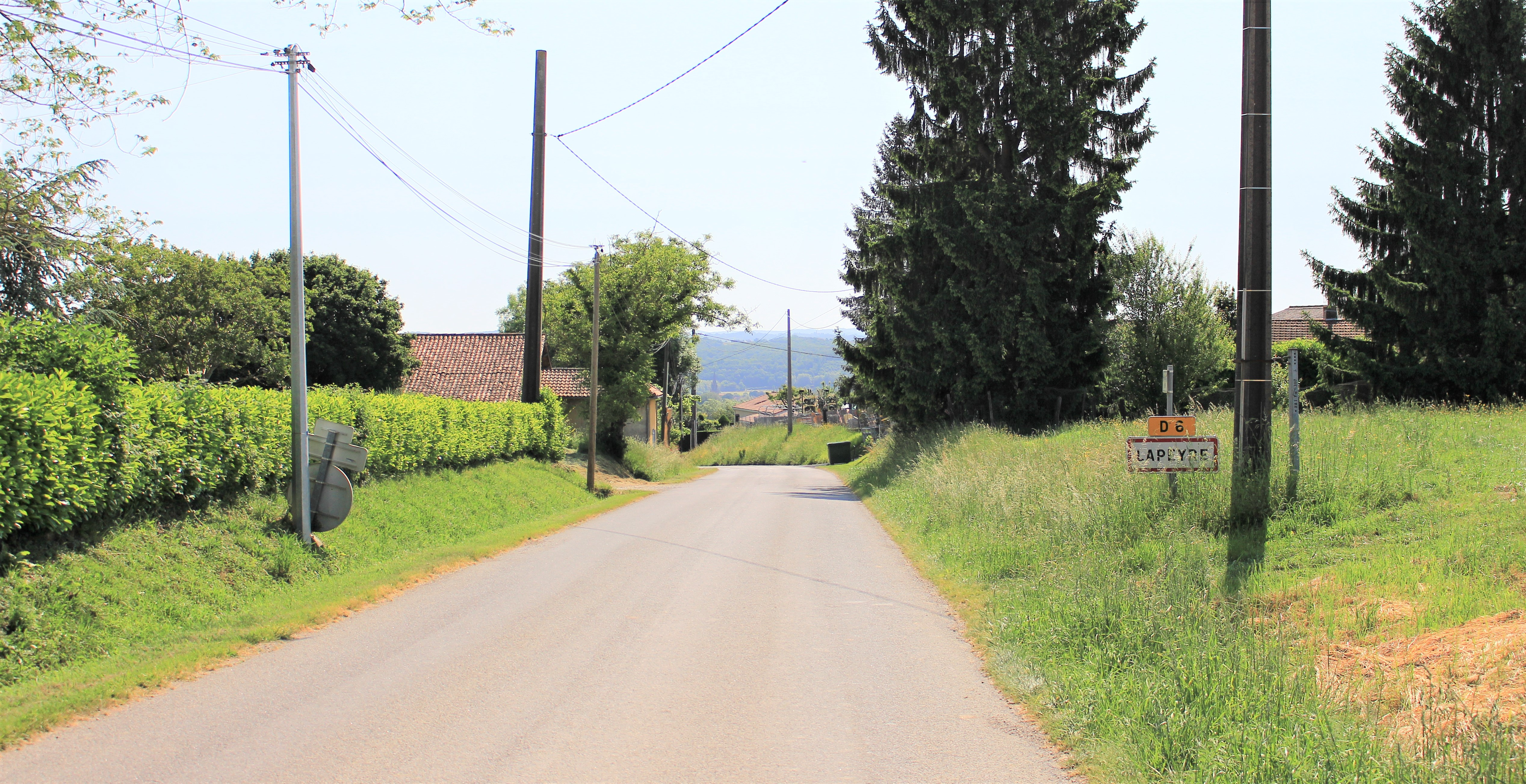
Entrée Ouest de Lapeyre.